# راشد صدقي النمر
راشد صدقي النمر (1911-1974) فلسطيني ولد في مدينة نابلس، انحدر نسبه من عائلة آغا النمر وهي من عائلات الحكم في نابلس، كانت حياته بين العمل والدراسة وحصل على درجة دبلوم من الكلية الزراعية، وعمل لاحقًا كمفتش زراعي في صفد وعكا ونابلس.
كان خاله هو الشهيد عبد الرحيم الحاج محمد قائد ثورة 1936، ونتيجة لِتأثره به شارك مع شخصيات وطنية في حرب النكبة عام 1948 في استقبال اللاجئين الذين هجروا جراء إحتلال فلسطين ليصبح بيته مركزًا مؤقتًا للاجئين ولتوزيع المساعدات في نابلس، وانتخب النمر لاحقًا نائبًا عن نابلس في مجلس النواب عام 1957 وبقي عضوًا فيه حتى عام 1966، وفي عام 1958 عين وزيرًا للشؤون الاجتماعية والعمل في حكومة سمير الرفاعي حتى عام 1963.
توفي عام 1974 في نابلس.